# Nezumia tomiyamai
Nezumia tomiyamai és una espècie de peix de la família dels macrúrids i de l'ordre dels gadiformes.

## Morfologia
- Els mascles poden assolir 35 cm de llargària total.[6][7]

## Hàbitat
És un peix d'aigües temperades.

## Distribució geogràfica
Es troba a la costa pacífica del Japó.